# قنطريون مغربي
القنطريون المغربي واسمه العلمي (باللاتينية: Centaurea diluta) نوع نباتي ينتمي إلى جنس القنطريون من الفصيلة النجمية.
موطنه المغرب العربي وجنوب أوروبا.